# Emma Juel
Emma Juel, född Egeberg 11 november 1878 i Askim, död 16 maj 1973, var en norsk skådespelare och sångare.
Juel var dotter till vaktmästare Lars Egeberg och dennes hustru Julie. Dottern var engagerad vid Nationaltheatret från dess att teatern öppnade 1899 till 1963. Hon debuterade i rollen som pigan Anna i Gustav von Mosers och Franz von Schönthans Unsere Frauen och medverkade i sammanlagt över 130 roller. Hofn medverkade även i tre filmer och debuterade i Rasmus Breisteins Brudefärden i Hardanger 1926. År 1930 spelade hon i Breisteins sista stumfilm Kristine Valdresdatter och 1951 i Tancred Ibsens Storfolk og småfolk.
Hon var gift med skådespelaren Johannes Juel. Makarna ligger begravda på Vestre gravlund i Oslo.

## Filmografi
- 1926 – Brudefärden i Hardanger – domarhustru
- 1930 – Kristine Valdresdatter – Eriks fru
- 1951 – Storfolk og småfolk – tant